# Эвкалипт яйцевидный
Эвкалипт яйцевидный (лат. Eucalyptus ovata) — вечнозеленое дерево, вид рода Эвкалипт (Eucalyptus) семейства Миртовые (Myrtaceae).

## Распространение и экология
Этот вид был описан Жак-Жюльеном де Лабилльярдиером в Novae Hollandiae Plantarum Specimen. При этом ареалом была указана область «in terrâ Van-Leuwin», которая находится на юго-западе Австралии, хотя данный вид там не произрастает.
В диком виде произратает в Тасмании, на юге и юго-востоке Австралии, в штатах Новый Южный Уэльс, Виктория и Южная Австралия. В горы поднимается до 900 м над уровнем моря.
Вид характеризуется средней морозоустойчивостью. При понижении температуры до −9… −8 °C повреждаются лишь листья и ветви. При кратковременных морозах −12… −11 °C вымерзает до корня.
В насаждениях лесного типа чаще всего вырастает прямоствольными деревьми, но в изолированных и одиночных посадках, в большинстве случаев, имеет изогнутые стволы.
В благоприятных условиях достигает высоты 45—60 м. За 15 лет достигает 16—18 м, отдельные деревья до 25—27 м.

## Ботаническое описание
Дерево 30—60 м высотой и диаметром ствола 1,8 м.
Кора у корневой части грубая, в остальной части ствола и на ветвях — гладкая, опадающая длинными и, часто, многочисленными полосами, беловатая, переходящая в бледно-жёлтый, коричнево-жёлтый или голубой цвет. На некоторых старых деревьях по всему стволу кора остаётся тёмно-серой и чешуевидной.
Молодые листья супротивные, в количестве нескольких пар, короткочерешковые, о яйцевидных до округлых, длиной 4—8 см, шириной 3—7 см, волнистые, сизоватые или зелёные; жилкование отчётливое, краевая жилка проходит на некоторм расстоянии от края листа. Промежуточные листья очерёдные, длинночерешковые, кожистые, яйцевидные или яйцевидно-ланцетные, длиной до 11 см, шириной 5 см. Взрослые — очерёдные, черешковые, яйцевидные или ланцетные, длиной 9—12 см, шириной 1,5—3,5 см, кожистые, часто блестящие; жилкование отчётливое, косое, краевая жилка проходит на небольшом расстоянии от края листа.
Соцветия пазушные, 4—8-цветковые, на тонкой, цилиндрической ножке длиной 5—12 мм. Бутоны эллиптические или ромбовидные, длиной 8—9 мм, диаметром 5—7 мм; крышечка коническая или слабо клювовидная, остроконечная; пыльники обратносердцевидные, открывающиеся параллельными щелями.
Плоды на ножках, иногда сидячие, полушаровидные или усечённо-кубарчатые, длиной 5—9 мм, диаметром 6—8 мм.
На родине цветёт в апреле — ноябре; на Черноморском побережье Кавказа — в августе — ноябре.

## Значение и применение
Древесина бледная, мягкая, не очень прочная. Идёт на столбы и доски.
Листья содержат эфирное (эвкалиптовое) масло (0,24 %), состоящее из цинеола (до 23 %), пинена, геранилацетата и сесквитерпенов.

## Классификация

### Разновидности
В рамках вида выделяют ряд разновидностей:
- Eucalyptus ovata var. aquatica Blakely
- Eucalyptus ovata var. camphora (R.T.Baker) Maiden — с более широкими и округлыми листьями, а также увеличенными плодами. Содержит в пять раз больше эфирного масла.
- Eucalyptus ovata var. grandiflora Maiden — с большими, узкими или широко ланцетными листьями, а также крупными бутонами и плодами. Отличается более мощным ростом.
- Eucalyptus ovata var. ovata

В культуре легко скрещивается с другими видами и особенно с Эвкалиптом прутовидным (Eucalyptus viminalis) и Эвкалиптом шаровидным (Eucalyptus globulus).

### Таксономия
Вид Эвкалипт яйцевидный входит в род Эвкалипт (Eucalyptus) подсемейства Myrtoideae семейства Миртовые (Myrtaceae) порядка Миртоцветные (Myrtales).
|  |                                      |  |                                                             |                                                             |                    |  | ещё 13 семейств (согласно Системе APG II) | ещё 13 семейств (согласно Системе APG II)    |                                              |  |  |  | ещё 130 родов       | ещё 130 родов           |  |  |
|  |                                      |  |                                                             |                                                             |                    |  | ещё 13 семейств (согласно Системе APG II) | ещё 13 семейств (согласно Системе APG II)    |                                              |  |  |  | ещё 130 родов       | ещё 130 родов           |  |  |
|  |                                      |  |                                                             | порядок Миртоцветные                                        |                    |  |                                           |                                              | подсемейство Myrtoideae                      |  |  |  |                     | вид Эвкалипт яйцевидный |  |  |
|  |                                      |  |                                                             | порядок Миртоцветные                                        |                    |  |                                           |                                              | подсемейство Myrtoideae                      |  |  |  |                     | вид Эвкалипт яйцевидный |  |  |
|  | отдел Цветковые, или Покрытосеменные |  |                                                             |                                                             | семейство Миртовые |  |                                           |                                              | род Эвкалипт                                 |  |  |  |                     |                         |  |  |
|  | отдел Цветковые, или Покрытосеменные |  |                                                             |                                                             |                    |  |                                           |                                              |                                              |  |  |  |                     |                         |  |  |
|  |                                      |  | ещё 44 порядка цветковых растений (согласно Системе APG II) | ещё 44 порядка цветковых растений (согласно Системе APG II) |                    |  |                                           | ещё 1 подсемейство (согласно Системе APG II) | ещё 1 подсемейство (согласно Системе APG II) |  |  |  | ещё более 700 видов |                         |  |  |
|  |                                      |  |                                                             | ещё 44 порядка цветковых растений (согласно Системе APG II) |                    |  |                                           |                                              | ещё 1 подсемейство (согласно Системе APG II) |  |  |  |                     |                         |  |  |